# Maďarská dělnická strana
Maďarská dělnická strana (maďarsky Magyar Munkáspárt) je současná komunistická strana v Maďarsku.

## Název
| Název                         | Překlad                                | Období      |
| ----------------------------- | -------------------------------------- | ----------- |
| Magyar Szocialista Munkáspárt | Maďarská socialistická dělnická strana | 1989 – 1993 |
| Munkáspárt                    | Dělnická strana                        | 1993 – 2005 |
| Magyar Kommunista Munkáspárt  | Maďarská komunistická dělnická strana  | 2005 – 2013 |
| Magyar Munkáspárt             | Maďarská dělnická strana               | od 2013     |

## Historie
Strana vznikla během pádu komunismu v roce 1989. Když byla dne 7. října 1989 tehdejší jediná vládní strana MSZMP přetransformována reformními komunisty na MSZP (sociální demokracie), část komunistů se odtrhla a chtěla nadále pokračovat v komunistickém duchu. Dne 17. prosince proto založili novou komunistickou stranu, která měla stejný název, jako vládnoucí komunistická strana v letech 1956 až 1989, tedy Magyar Szocialista Munkáspárt (Maďarská socialistická dělnická strana).
Jejím předsedou byl zvolen Gyula Thürmer. V prvních svobodných volbách roku 1990 strana získala jen 3,68% hlasů a nepřekročila tak 4% práh nutný pro vstup do parlamentu. (Později byl tento limit zvýšen na 5%). Ve volbách 1994 strana získala jen 3,19% hlasů. V následujících volbách si mírně polepšila a získala v prvním kole 4,08% hlasů, ale ani to jí na cestu do parlamentu nestačilo. Ve volbách 2002 došlo opět k propadu na 2,16%.
Po změně názvu v roce 2005 se ve straně vytvořila vnitřní opozice, která se o rok později oddělila a vytvořila novou stranu Magyarországi Munkáspárt 2006 (volně přeloženo jako: Dělnická strana Maďarska 2006). Došlo tak k výraznému oslabení MKMP. Ta ve volbách 2006 získala pouze 0,41% hlasů a zcela tak propadla.
V parlamentních volbách 2010 strana získala pouze 5 606 hlasů, což je 0,11%.
Na sjezdu strany na jaře 2013 bylo z názvu, podle platného zákona, nuceně vypuštěno slovo "komunistická".

## Volební výsledky

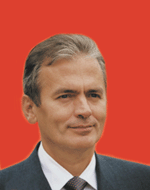
Gyula Thürmer

### Volby do Národního shromáždění
| Volby | Počet hlasů v číslech (I. kolo) | Počet hlasů v procentech (I. kolo) | Počet hlasů v číslech (II. kolo) | Počet hlasů v procentech (II. kolo) | Počet mandátů v číslech | Počet mandátů v procentech | Úloha v parlamentu |
| ----- | ------------------------------- | ---------------------------------- | -------------------------------- | ----------------------------------- | ----------------------- | -------------------------- | ------------------ |
| 19901 | 180 889                         | 3,68%                              | 8 640                            | 0,25%                               | —                       | —                          | Mimo parlament     |
| 19942 | 172 117                         | 3,19%                              | 6 268                            | 0,15%                               | —                       | —                          | Mimo parlament     |
| 19982 | 183 064                         | 4,08%                              | 10 861                           | 2,25%                               | —                       | —                          | Mimo parlament     |
| 20022 | 121 503                         | 2,16%                              | —                                | —                                   | —                       | —                          | Mimo parlament     |
| 20062 | 21 955                          | 0,41%                              | —                                | —                                   | —                       | —                          | Mimo parlament     |
| 20103 | 5 606                           | 0,11%                              | —                                | —                                   | —                       | —                          | Mimo parlament     |
| 20144 | 28 323                          | 0,56%                              | —                                | —                                   | —                       | —                          | Mimo parlament     |

1: Strana kandidovala pod oficiálním názvem Magyar Szocialista Munkáspárt (Maďarská socialistická dělnická strana).

2: Strana kandidovala pod oficiálním názvem Munkáspárt (Dělnická strana).

3: Strana kandidovala pod oficiálním názvem Magyar Kommunista Munkáspárt (Maďarská komunistická dělnická strana).

4: Strana kandidovala pod oficiálním názvem Magyar Munkáspárt (Maďarská dělnická strana).

### Volby do Evropského parlamentu
| Volby | Počet voličů | Procento voličů | Počet mandátů | Politická skupina Evropského parlamentu | Evropská politická strana |
| ----- | ------------ | --------------- | ------------- | --------------------------------------- | ------------------------- |
| 2004  | 56 221       | 1,83%           | —             | —                                       | —                         |
| 2009  | 27 829       | 0,96%           | —             | —                                       | —                         |
| 2014  | —            | —               | —             | —                                       | —                         |